# Секретарка (Сєверний район)
Секрета́рка (рос. Секретарка) — село у складі Сєверного району Оренбурзької області, Росія.

## Населення
Населення — 461 особа (2010; 572 у 2002).
Національний склад (станом на 2002 рік):
- мордва — 52 %
- росіяни — 46 %